# Trivialskola

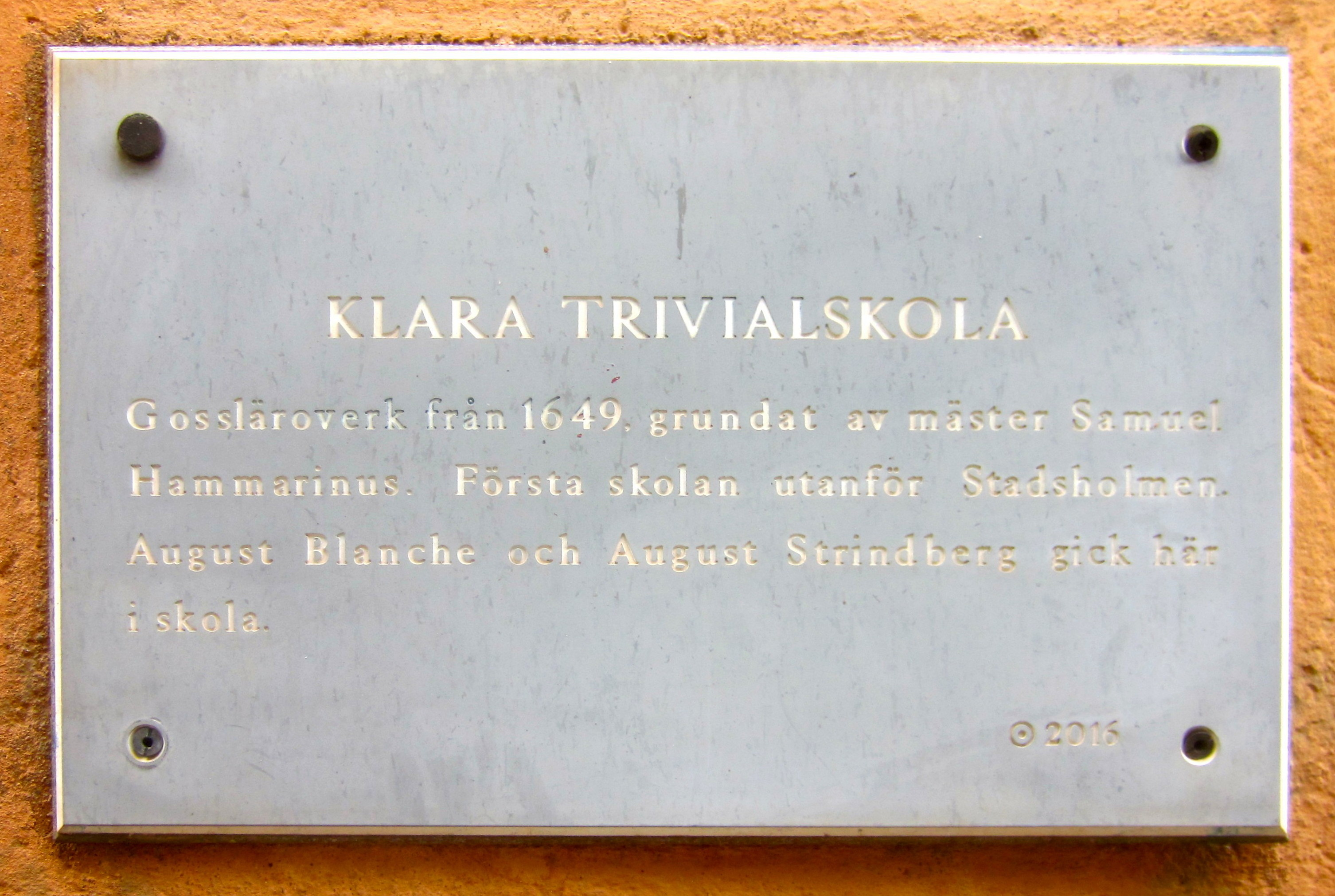
Plakett på väggen vid Klara trivialskola.

Trivialskolor, av latin: trivium, var en skolform som från 1600-talet och fram till 1905 bedrevs bland vissa "lägre" lärdoms- och latinskolor som erbjöd primärutbildning för ungdomar i trivium; det vill säga ämnena grammatik, retorik och dialektik (logik). Skolformen kvarlevde till 1905, då den ersattes med realskola.

## Historia
I de svenska städerna fanns tidigare tre typer av skolor; dels sådan knutna till klostren, dels skolor knutna till domkyrkorna och slutligen vissa privata skolor. Det var i första hand katedralskolorna i stiftsstäderna som kom att kallas trivialskolor. 1571 års kyrkoordning delade in skolorna i provinciales och cathedrales. Med den nya skolordningen 1649, då gymnasier inrättades, kom de katedralskolor som inte ansågs fullt ut vara gymnasier utan halva gymnasier, att benämnas trivialskolor. Trivialskolorna delades även in i fullständiga trivialskolor och lägre trivialskolor, även kallade barnskolor. 1693 års och 1724 års förordningar för skolväsendet innebar ingen större skillnad mot tidigare, annat än att trivialskolor i stiftsstäderna fick namnet katedralskolor.
Med skolordningen av år 1807 omtalas så kallade pedagogier, barnskolor, och man skilde då mellan dessa och katedalskolorna, och från katedralskolorna tillät man direkt övergång till universiteten utan att man behövde studera vid gymnasier emellan. Därmed förlängdes utbildningen vid katedralskolorna.
Med skolordningen 1820 försvann officiellt helt benämningen trivialskola och även benämningen katedralskola försvann. Utbildningen under universitetsnivå kallades elementarläroverk och delades in i de lägre apologistskolor och lärdomsskolor, lägre lärdomsskolor, högre lärdomsskolor och gymnasier.
De skolor som uppfyllde kraven för direkt övergång till universitet kallades fortsättningsvis läroverk. Det som var trivialskolor kom istället att kallas lägre lärdomsskolor. Många skolor fortsatte dock att använda benämningen trivialskolor, även om alltfler efterhand omvandlades till läroverk. I 1856 års Stadga för rikets allmänna elementarläroverk ersattes begreppet lägre och högre lärdomsskolor av lägre elementarläroverk och högre elementarläroverk. 1878 ersattes begreppen av högre allmänna läroverk och lägre allmänna läroverk. De lägre allmänna läroverken, av vilka en del kallades trivalskolor fanns kvar till 1905, då skolformen försvann i samband med inrättandet av realskolan.

## Trivialskolor, ort och verksamhetsår

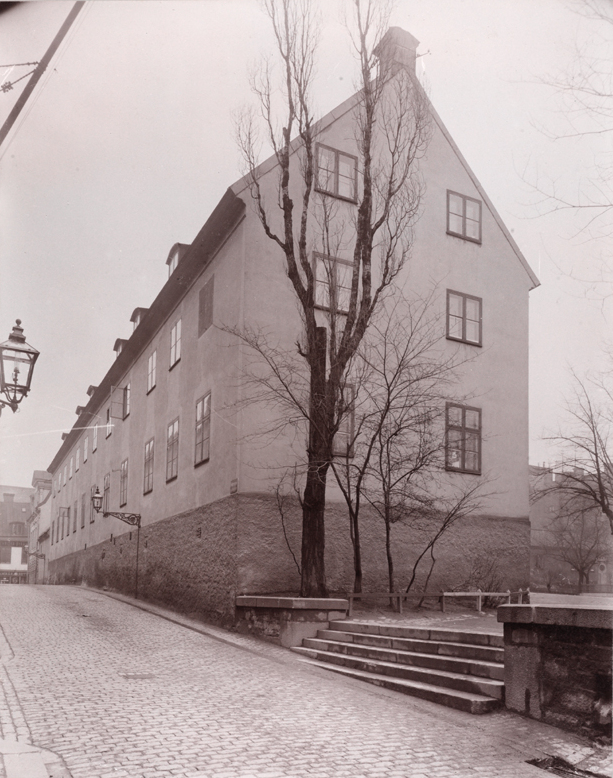
Klara skolas byggnad 1903

Listan omfattar de skolor som kallades för trivialskolor till 1820, lägre lärdomsskolor 1820-1849/56, (elementarskola 1850-1856) och pedagogier 1856-1904

### Stockholm
- Stockholms trivialskola i Nicolai församling - Från 1649 Stockholms Trivialskola, och blev 1821 Stockholms gymnasium
- Klara trivialskola i Klara församling (1820-1857)
- Maria trivialskola i Maria församling (1660-1857)

### Övriga
- Björneborgs trivialskola (1639–98) (1727–1843?)
- Alingsås trivialskola (1789-1856)
- Arboga trivialskola (-1850-talet)
- Avesta pedagogi (1851-1872)
- Borgholms pedagogi (1858-1891)
- Borås trivialskola (-1852)
- Carlshamns trivialskola (1668–1858 )
- Eksjö trivialskola (1673–1857)
- Enköpings trivialskola (1461– 1859)
- Eskilstuna trivialskola (-1859)
- Falkenbergs trivialskola (cirka 1807-1893)
- Falköpings trivialskola (-1878)
- Falu trivialskola (1653-1849)
- Filipstads trivialskola (1611-1858)
- Frösö trivialskola (1679–1847/1849)
- Gränna pedagogi (1875-1893)
- Gävle trivialskola (1557–1850 )
- Göteborgs trivialskola (1630–1849 )
- Halmstads trivialskola (-1849)
- Hedemora trivialskola (-1893)
- Helsingfors trivialskola (1641–1843?)
- Hjo trivialskola (-1893)
- Hudiksvalls trivialskola (1649–1850 )
- Hälsingborgs trivialskola (-1858)
- Härnösands trivialskola (1640– 1849)
- Jönköpings trivialskola (1649–1849)
- Kalmar trivialskola (-1849)
- Karlskrona trivialskola (1722-1849)
- Karlstads trivialskola (-1853)
- Kristianstads trivialskola (-1849)
- Kristinehamns trivialskola (1650-1858)
- Kungsbacka pedagogi (1862-1891)
- Kungälvs trivialskola (1862-1893)
- Kuopio trivialskola
- Köpings trivialskola (-1904)
- Laholms pedagogi (cirka 1865-1891)
- Landskrona trivialskola (-1858)
- Lidköpings trivialskola (-1858)
- Lindesbergs pedagogi (cirka 1850-1893)
- Linköpings trivialskola (1627–1849)
- Lunds trivialskola (-1849)
- Malmö trivialskola (-1849)
- Mariefreds pedagogi (senast 1876-1891)
- Mariestads trivialskola (-1858)
- Marstrands trivialskola (1764-1858)
- Mönsterås pedagogi (senast 1867-1893)
- Nora trivialskola (-1905)
- Norrköpings trivialskola (-1858)
- Norrtälje trivialskola (1847-1859)
- Nykarleby trivialskola (1641–83)
- Nyköpings trivialskola (-1858)
- Piteå trivialskola, tidigare Öjebyn (1649-1856)
- Raumo trivialskola
- Sala trivialskola (-1851)
- Simrishamns trivialskola (1560-1905)
- Skara trivialskola (-1849)
- Skänninge trivialskola (-mitten av 1800-talet)
- Skövde trivialskola (-1863)
- Strängnäs trivialskola (1626/1649-1850)
- Strömstads trivialskola (-1858)
- Sundsvalls trivialskola (-1858)
- Säters trivialskola (-1891)
- Söderhamns trivialskola (-1860)
- Söderköpings trivialskola (-1856)
- Södertälje pedagogi (senast 1867-1905)
- Sölverborgs stadsskola (-1858)
- Tavastehus trivialskola
- Uddevalla trivialskola (1817-1854)
- Uleåborgs trivialskola (1682– )
- Ulricehamns trivialskola (-1893)
- Umeå trivialskola (1725-1858)
- Uppsala trivialskola (-1849)
- Vadstena trivialskola (1430-1858)
- Varbergs trivialskola (-1858)
- Vasa trivialskola (1684–1841)
- Viborgs trivialskola (1641– ), benämnd Katedralskolan
- Vimmerby trivialskola (-1860)
- Visby trivialskola (-1857)
- Braheskolan, Visingsö (1636–1811)
- Vänersborgs trivialskola (1642-1839)
- Västerviks trivialskola (-1858)
- Västerås trivialskola (-1849)
- Växjö trivialskola (-1849)
- Ystads trivialskola (1785-1857)
- Åbo trivialskola (1630– )
- Åmåls trivialskola (-1858)
- Ängelholms pedagogi (1860-1874)
- Örebro trivialskola (-1849)
- Öregrunds pedagogi (1856-1891)